# Dar al-Hadjar
Pour les articles homonymes, voir Hadjar.

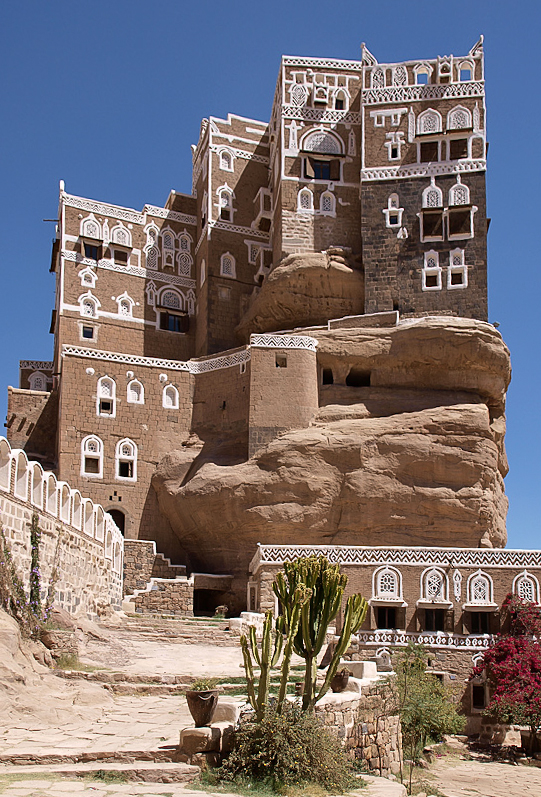
Le palais du Rocher

Le Dar al-Hadjar (en arabe : دار الحجر, Dâr al-Ḥadjar) est un palais situé dans la vallée de Wadi Dhar à environ 15 km au nord-ouest de Sanaa, capitale du Yémen.  
Appelé également palais du Rocher (Rock Palace en anglais), il fut la résidence d'été de l'Imam Yahya. Le palais, érigé sur un rocher de 50 m de hauteur, fut construit dans les années 1920. Avec sa maison-tour de brique crue, dont les façades sont animées de frises géométriques en blanc de chaux, il représente très remarquablement l'architecture yéménite. 
Le 5 juin 2015 le site a été touché par des frappes aériennes de la coalition menée par les Saoudiens, bombardement qui visait des chiites Houthis.